# Joaquín Yvancos
Joaquín Yvancos Muñiz (Valencia, España, 26 de febrero de 1954) es un jurista español, director actual del despacho Yvancos&Abogados y de sus diversas publicaciones. Ejerció como asesor en el Parlamento Europeo durante cinco años (junio de 1989 - junio de 1994).

## Biografía
Nacido en Valencia, es parte de la tercera generación de la familia de abogados Yvancos que desde 1903 han ejercido en el área del asesoramiento jurídico de empresas. Es licenciado en Derecho por la Universidad de Valencia desde 1977 y se colegió en los colegios de abogados de Valencia, Madrid y Barcelona. En 1976 entró a formar parte como asesor jurídico y secretario del consejo de administración de la empresa de distribución valenciana Martínez Colomer, SA (Marcol, SA), que en 1982 fue en parte adquirida por el grupo Rumasa (Ruiz Mateos, SA). Durante 27 años también ejerció como letrado de la familia de José María Ruíz Mateos, propietaria en su momento del grupo Rumasa.
En la actualidad ostenta el cargo de director del despacho Yvancos&Abogados que posee oficinas en Madrid, Alicante y Valencia, así como delegaciones ubicadas en otras comunidades autónomas de España.
En los últimos años Joaquín Yvancos ha representado a clientes en casos como las Cláusulas Suelo, Nueva Rumasa, Bankia, Banco Popular, Abengoa o caso Pescanova. También es autor del libro Una Familia Ideal: Los Ruiz Mateo, sus andanzas y presuntas estafas.
Colabora en programas de la televisión española de diferentes cadenas, como La 1 de TVE, La Sexta, Telecinco o Antena 3.